# Rivière Madeleine Sud
Pour les articles homonymes, voir Madeleine et Rivière Madeleine.
La Rivière Madeleine Sud est un affluent de la rive sud-est de la rivière Madeleine laquelle coule vers le nord-est jusqu'au littoral sud de l'estuaire du Saint-Laurent où elle se déverse au village de Sainte-Madeleine-de-la-Rivière-Madeleine.
La rivière Madeleine Sud coule dans le canton de Deslandes, dans le territoire non organisé du Mont-Albert, dans la municipalité régionale de comté de La Haute-Gaspésie, dans la région administrative de la Gaspésie-Îles-de-la-Madeleine, au Québec, au Canada.

## Géographie
La rivière Madeleine Sud prend sa source au lac Madeleine (longueur : 2,4 km ; altitude : 470 m). La majeure partie de la superficie de ce lac est située dans le canton de Deslandes ; la partie sud du lac pénètre sur environ 285 m vers le sud dans le canton de Lesseps. Ces cantons sont situés dans le Parc de conservation de la Gaspésie, dans les Monts Chic-Chocs qui font partie des Monts Notre-Dame.
Le lac Madeleine est bordé de montagnes du côté ouest (sommet de 748 m) et est (sommet de 599 m). Ce lac est situé sur le versant nord de la ligne de départage des eaux avec le bassin versant de la Petite rivière Cascapédia Est laquelle s'écoule vers le sud pour aller rejoindre la Petite rivière Cascapédia.
Le lac se déverse par le côté nord. Son embouchure est situé à 37,5 km au sud du littoral sud de l'estuaire maritime du Saint-Laurent, au sud-ouest du sommet du mont McWhirter et au nord-est des monts McGerrigle.
À partir du lac Madeleine, la rivière Madeleine Sud coule sur 7,0 km répartis selon les segments suivants :
- 1,5 km vers le nord dans le canton de Deslandes, en traversant le Petit lac Madeleine (longueur : 0,8 km ; altitude : 460 m) vers le nord, jusqu'à son embouchure ;
- 3,5 km vers le nord-est dans une vallée encaissée, jusqu'au pont d'une route forestière ;
- 2,0 km vers le nord-est, jusqu'à sa confluence[3].

La rivière se déverse sur la rive sud-est de la rivière Madeleine, dans le canton de Deslandes, dans le territoire non organisé du Mont-Albert. Cette confluence est située à 2,0 km en amont de la confluence de la rivière Madeleine Nord.

## Toponymie
Le terme Madeleine dans l'appellation de la rivière est aussi utilisé dans une douzaine d'entités géographiques de ce secteur de la péninsule gaspésienne.
Le toponyme rivière Madeleine Sud a été officialisé le 5 décembre 1968 à la Commission de toponymie du Québec.